# Creobiina
Los creobinos (Creobiina) son una subtribu de coleópteros adéfagos de la familia Carabidae. 

## Géneros
Tiene los siguientes géneros:
- Acallistus
- Adotela
- Anheterus
- Bountya
- Brithysternum
- Cascellius
- Cerotalis
- Creobius
- Gnathoxys
- Nothocascellius
- Promecoderus